# Elias Ymer
Elias Ymer (Skara, 10 de abril de 1996) é um tenista profissional sueco de ascendência etíope.
Em 2015, conseguiu furar os 3 primeiros qualificatórios de Grand Slam, e se tornou o melhor sueco do ranking da ATP.

## Títulos

### Simples
| Legenda (Simples)         |
| Grand Slam (0)            |
| ATP World Tour Finals (0) |
| ATP Masters Series (0)    |
| ATP Tour (0)              |
| Challengers (1)           |
| Futures (5)               |

| N. | Data           | Torneio               | Piso   | Oponente         | Placar           |
| 1. | 2014           | Egito F12             | Saibro | Marko Tepavac    | 6–2, 6–3         |
| 2. | 2014           | Egito F13             | Saibro | Gleb Sakharov    | 7–5, 6-4         |
| 3. | 2014           | Suécia F2             | Saibro | Patrik Rosenholm | 6–3, 4–6, 7-6(6) |
| 4. | 2014           | Romênia F3            | Saibro | Jose Hernandez   | 3–6, 7–6(2), 7-5 |
| 5. | 2014           | Holanda F2            | Saibro | Jorge Aguilar    | 6–1, 5–7, 6-2    |
| 6. | Junho 15, 2015 | Caltanissetta, Itália | Saibro | Bjorn Fratangelo | 6–3, 6–2         |